# Alinhamento (Israel)
O Alinhamento (em hebraico: המערך ou HaMa'arakh) foi uma coligação política israelita, que existiu até 1991.
Inicialmente, o Alinhamento foi fundado em 1965, como uma aliança eleitoral, entre o Mapai, partido hegemónico da altura, e o Ahdut HaAvoda, mas, em 1968, os dois partidos iriam fundir-se para dar origem ao Partido Trabalhista.
A coligação foi refundada em 1969, quando o Partido Trabalhista decidiu formar uma aliança eleitoral com o partido de esquerda, Mapam, algo que iria durar até 1984, ano em que o Mapam rompeu com a coligação por discordar do governo de unidade nacional com o Likud. Apesar disto, a coligação apenas foi dissolvida em 1991, quando o Partido Trabalhista decidiu concorrer às eleições com o seu nome.

## Partidos membros

### Primeiro Alinhamento (1965-1968)
| Partido | Partido       | Ideologia            |
| ------- | ------------- | -------------------- |
|         | Mapai         | Social-democracia    |
|         | Ahdut HaAvoda | Sionismo trabalhista |

### Segundo Alinhamento (1968-1991)
| Partido | Partido             | Ideologia            | Notas        |
| ------- | ------------------- | -------------------- | ------------ |
|         | Partido Trabalhista | Sionismo trabalhista |              |
|         | Mapam               | Social-democracia    | Saiu em 1984 |

## Resultados eleitorais

### Eleições legislativas
| Data | Votos   | %          | +/-  | Deputados | +/- | Status   |
| ---- | ------- | ---------- | ---- | --------- | --- | -------- |
| 1965 | 443 379 | 36,7 (1.º) |      | 45 / 120  |     | Governo  |
| 1969 | 632 135 | 46,2 (1.º) | 9,5  | 56 / 120  | 11  | Governo  |
| 1973 | 621 183 | 39,6 (1.º) | 6,6  | 51 / 120  | 5   | Governo  |
| 1977 | 430 023 | 24,6 (2.º) | 15,0 | 32 / 120  | 19  | Oposição |
| 1981 | 708 536 | 36,6 (2.º) | 12,0 | 47 / 120  | 15  | Oposição |
| 1984 | 724 074 | 34,9 (1.º) | 1,7  | 44 / 120  | 3   | Governo  |
| 1988 | 685 363 | 30,0 (2.º) | 4,9  | 39 / 120  | 5   | Oposição |